# Turpial 141 DLX
El Venirauto Turpial 141 DLX es un modelo de automóvil del segmento A producido en Venezuela, por medio de la firma productora de autos Venirauto.

## Historia y descripción
Su origen mecánico es el del SAIPA Saba, el cual se basa en el KIA Pride, el cual es más conocido en Venezuela como el Ford Festiva, y es en el momento el automóvil moderno con más unidades fabricadas y remarcadas que actualmente se siga produciendo en el mundo, solo por detrás de los modelos de la rusa AvtoVAZ (el Zhiguli). El valor de vehículo inicialmente por el cual se comercializó fue de 17 mil bolívares (US$2700).

## Especificaciones

### Motorización
- Modelo del motor: M13NI (versión iraní del CA87 japonés)
- Tipo: SOHC
- Sistema de inyección: eléctrica
- Desplazamiento: 1.323 cc. (1.3 L)
- Potencia máxima: 61 HP @ 5000RPM
- Torque máximo: 103 NM @ 2800
- Relación de compresión: 9,7:1
- N° de válvulas: 8

### Transmisión y embrague
- Tipo de embrague: Mecánico
- Caja de cambios: Manual de 5 velocidades más reversa.
- Tracción: Delantera.

### Frenos y suspensión
Suspensión
- Delantera: independiente. Tipo MacPherson (Gas), resortes de espiral a presión.
- Trasera: tipo semiindependiente, resortes de espiral a presión

Sistema de frenos
- Delanteros: frenos de disco.
- Traseros: frenos de tambor.

Dirección
- Tipo: mecánica, de barra y piñón.

LLantas y rines
- Llantas: 165/65R13
- Rin: 13", de acero estampado o aluminio.

### Otras especificaciones
- Odómetro digital
- Velocímetro análogo
- Revolucionómetro análogo
- Antena eléctrica
- Apertura del maletero eléctrica desde el interior
- Retrovisores ajustables
- Tercer stop
- Sistema de reciclaje de aire y filtro de polen (antialérgico)
- Capacidad de tanque de gasolina: 37 L
- Tipo de Combustible: gasolina 95 octanos
- Líquido de freno: AES-DOT 3
- Encendido electrónico
- Aire Acondicionado